# Dominique You (Bischof)
Dominique Marie Jean Denis You (* 3. Juli 1955 in Gassin, Var, Frankreich) ist Bischof von Santíssima Conceição do Araguaia, Bundesstaat Pará.

Wappen von Dominique Marie Jean Denis You.

## Leben
Dominique You empfing am 23. Juli 1981 durch den Präsidenten des Päpstlichen Rates für Gerechtigkeit und Frieden und des Päpstlichen Rates für „Cor Unum“, Bernardin Kardinal Gantin, das Sakrament der Priesterweihe.
Papst Johannes Paul II. ernannte ihn am 11. Dezember 2002 zum Titularbischof von Auzia und bestellte ihn zum Weihbischof in São Salvador da Bahia. Der Erzbischof von São Salvador da Bahia, Geraldo Majella Kardinal Agnelo, spendete ihm am 10. Februar 2003 die Bischofsweihe; Mitkonsekratoren waren Walmor Oliveira de Azevedo, Weihbischof in São Salvador da Bahia, und Bernard Louis Marie Charrier, Bischof von Tulle. Papst Benedikt XVI. ernannte ihn am 8. Februar 2006 zum Bischof von Santíssima Conceição do Araguaia.